# Chuma
Chuma è un comune (municipio in spagnolo) della Bolivia nella provincia di Muñecas (dipartimento di La Paz) con 18.143 abitanti (dato 2010).

## Cantoni
Il comune è suddiviso in 6 cantoni (popolazione al 2001):
- Chajlaya – 1.980 abitanti
- Chuma – 2.812 abitanti
- Luquisani – 1.831 abitanti
- Sococoni – 1.751 abitanti
- Timusi – 3.658 abitanti
- Tuiluni – 842 abitanti